# Spuckbeutel

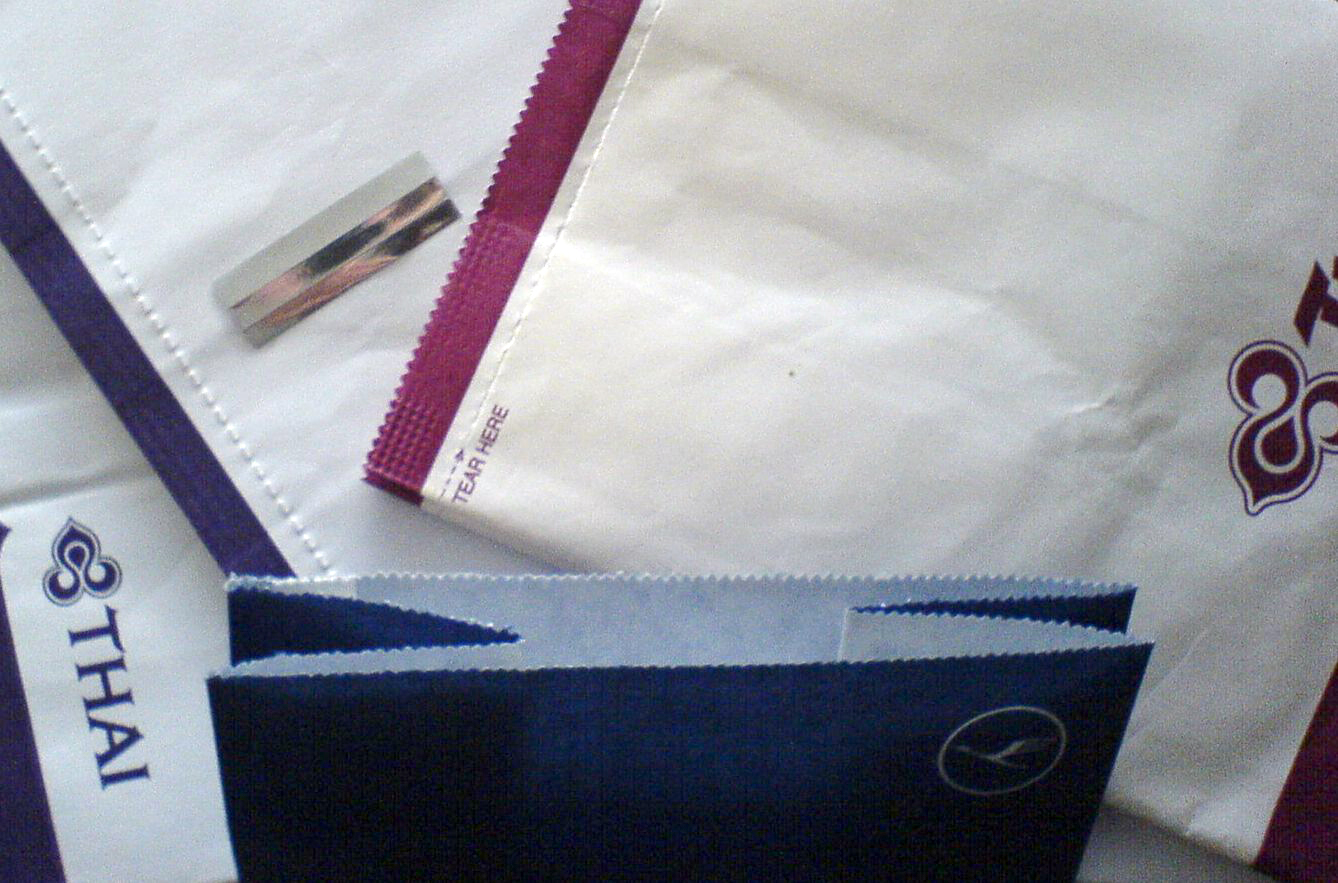
Unbenutzte Spuckbeutel von Thai Airways und Lufthansa

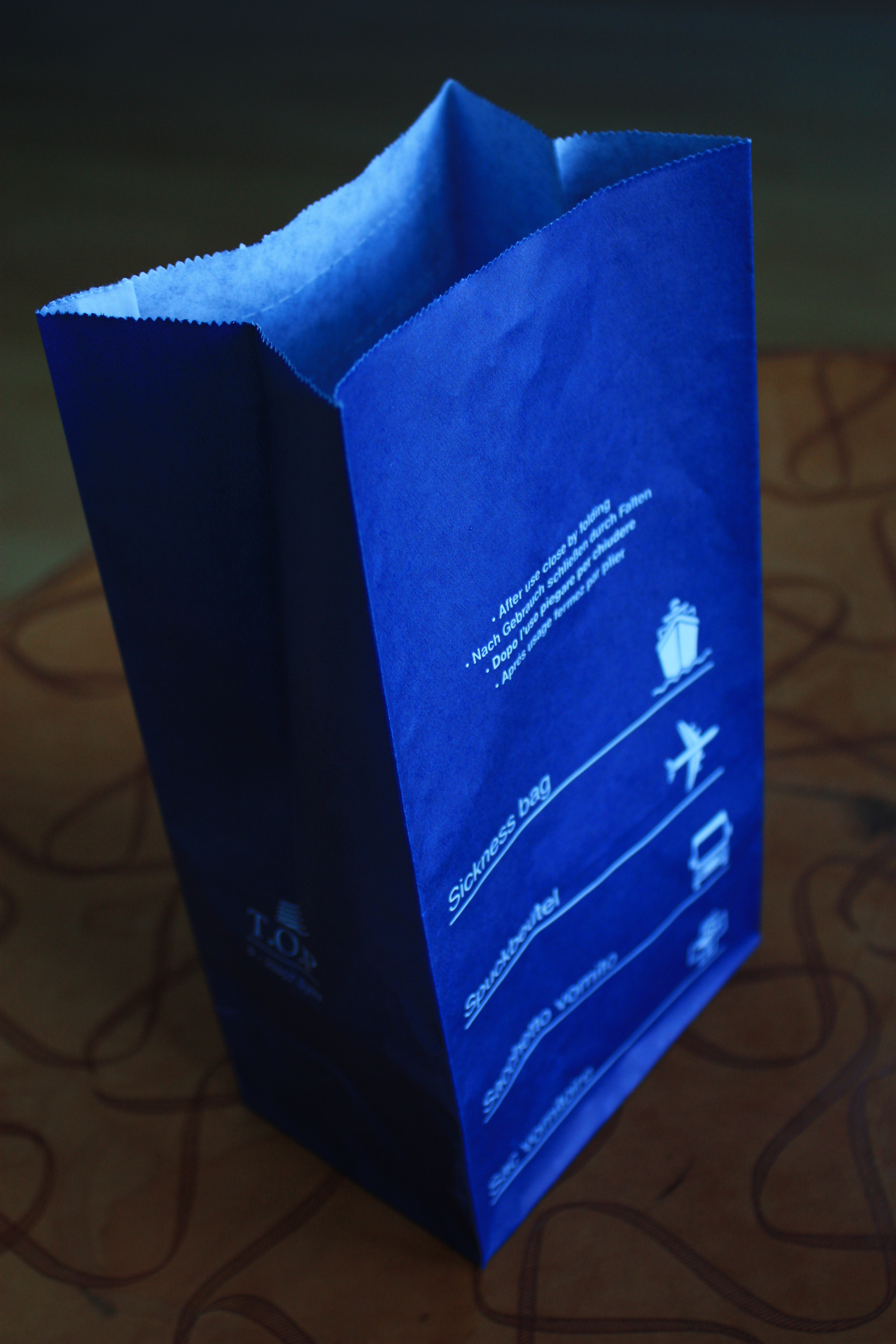
Spuckbeutel

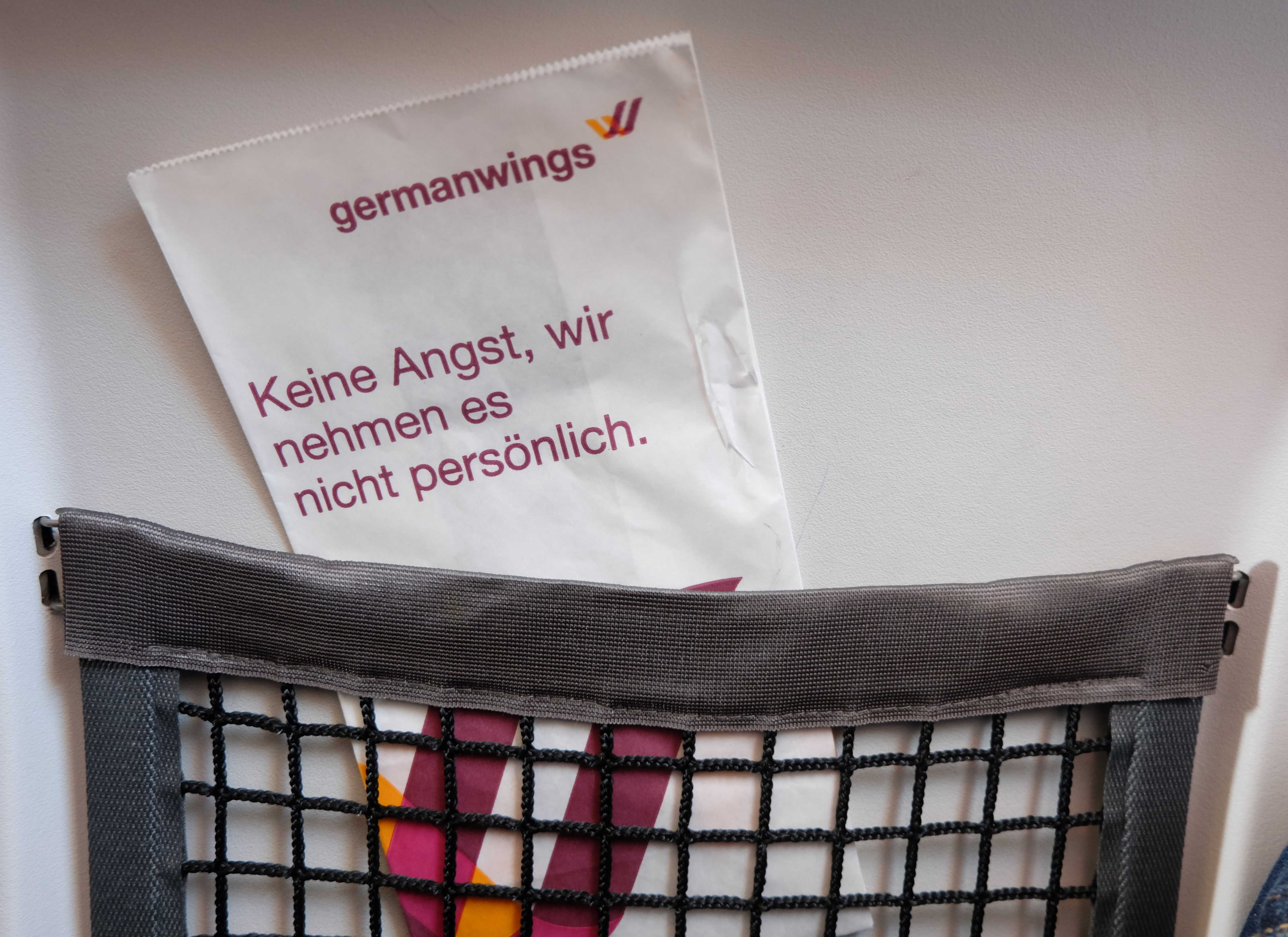
Germanwings

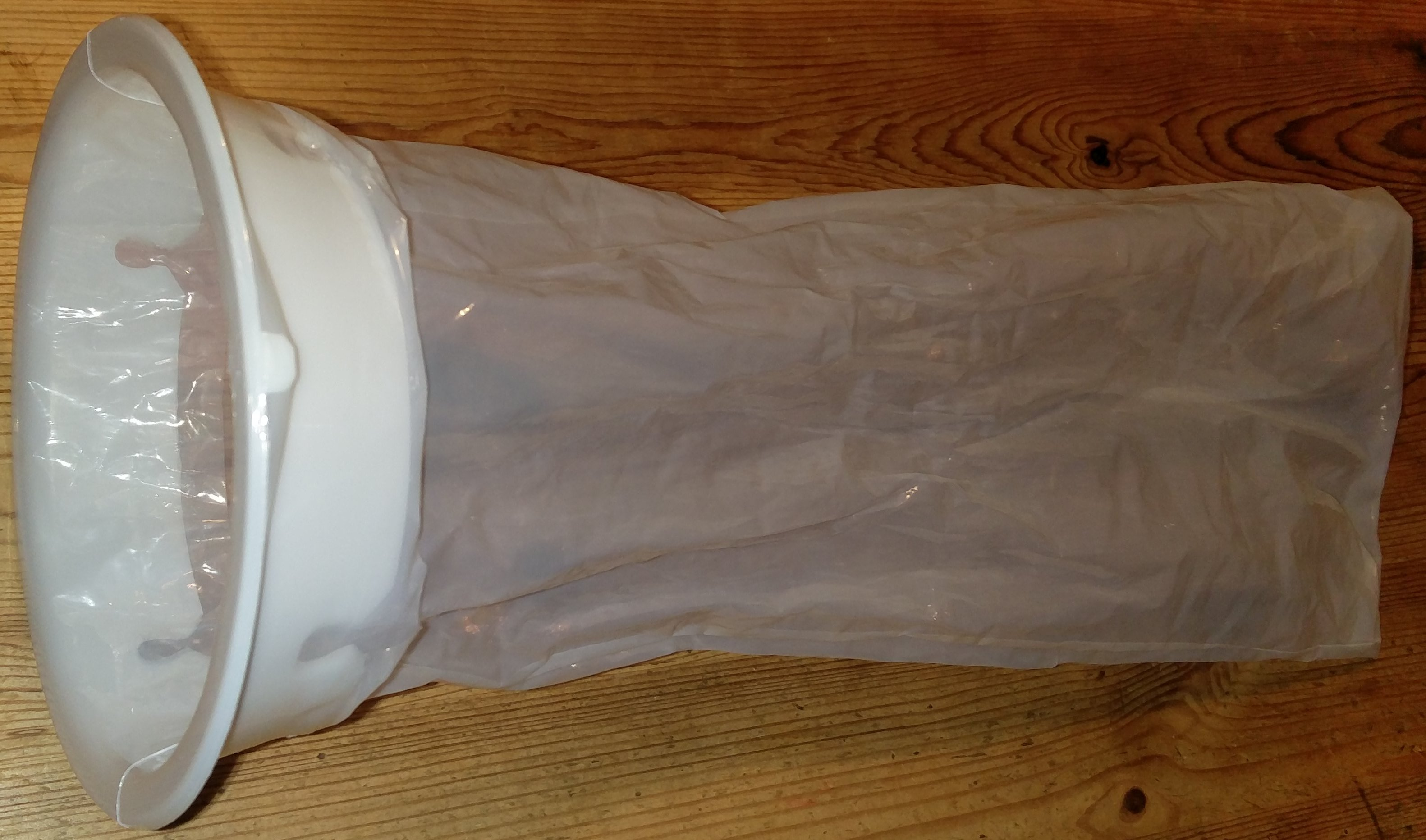
Spuckbeutel für den Gesundheitsbereich

Ein Spuckbeutel, im allgemeinen Sprachgebrauch meist als Kotztüte (österreich. Speibsackerl) bezeichnet, ist eine flüssigkeitsdichte Tüte aus Papier oder Kunststoff, in die sich Personen erbrechen können, ohne dass deren Umgebung durch Geruchsbelästigung oder Erbrochenes in Mitleidenschaft gezogen wird.

## Geschichte
Bereits in der Frühzeit des kommerziellen Fliegens wurden Tüten im Falle einer Übelkeit benutzt. 1949 erfand Gilmore T. Schjeldahl jedoch die erste innen mit Kunststoff beschichtete Tüte speziell für diesen Zweck. Diese air sick bags wurden auf Flügen der Northwest Airlines erstmals eingesetzt.

## Anwendung und Ausstattung
Spuckbeutel gehören zur Sitzausstattung in Verkehrsflugzeugen, da es relativ viele Menschen gibt, die beim Fliegen unter Reisekrankheit leiden. Auch in den Luftkissenbooten gehören die Tüten zur Sitzausstattung. Die Tüten gelten vielen Interessierten als „Visitenkarte“ der Fluggesellschaft, und um das Design der Tüten herum hat sich eine lebhafte Fan- und Sammlerszene gebildet. Originelle Varianten wurden einige Zeit von der Fluggesellschaft Hapag-Lloyd Express verwendet, sie trugen die Aufschriften „Vielen Dank für Ihre Kritik“ und „Ganz Easy hier ryan“ in Anspielung auf die Konkurrenten EasyJet und Ryanair.
Die Tüten haben ein Format von 250 mm × 385 mm (National Airlines) bis hin zu 100 mm × 161 mm × 72 mm (Riau Airlines). Die Standardgröße, die so vom weltgrößten Hersteller ELAG aus dem schweizerischen Kirchberg angeboten wird, beträgt 125 mm × 237 mm × 80 mm. Sie hat damit ein Volumen von fast 2,4 Liter. Die meisten Tüten sind entweder aus Papier mit einer flüssigkeitsundurchlässigen Beschichtung an der Innenseite oder aus Plastik. Die Tüten können entweder einen geraden Boden haben (komplizierter beim Auseinanderfalten, dafür lassen sie sich abstellen), einen schrägen (einfacher zu öffnen) oder gar keinen, der Form eines Briefumschlages ähnlich. Bei Öffnungs- und Verschlussmechanismen, dem Anbringen einer Bedienungsanleitung und der Form des Logos der Fluggesellschaft gibt es viele Varianten, beispielsweise Metallclips (siehe Abbildung).
Eine andere Form wird im Gesundheitsbereich verwendet, zum Beispiel in der Pflege und im Rettungsdienst. Dort benutzt man in der Regel Plastiktüten, die oben von einem nach außen gewölbten Kunststoffring offen gehalten werden, um das Treffen zu erleichtern und um den Beutel gegebenenfalls auch einhändig benutzen zu können.

## Alternative Verwendung bei Fluglinien
Einige Fluglinien, wie zum Beispiel Qantas Airways, gestalteten die Tüte so, dass sie im ungenutzten Zustand verwendet werden kann, um Filme zur Entwicklung bei einem Händler abzugeben. Aero Continente druckte Servicetelefonnummern auf ihre Tüten, Aegean Airlines benutzte die Rückseite der Tüten anstelle des Bordmagazins und National Airlines gestaltet die Tüte so, dass sie auch als Einkaufstüte benutzbar ist.

## Sonstige Verwendung
Eine weniger bekannte Anwendung des Spuckbeutels ist dieser als Beilage zum Unix Haters Handbook, was die Verwendung des Spuckbeutels als Lesezeichen nahelegt. Und auch die Politik hat die Kotztüte für sich entdeckt: Die Jungen Liberalen in der FDP verteilten im Wahlkampf Spuckbeutel mit der Aufschrift „Vorwärts denken statt rückwärts essen“.
Anlässlich der „royalen Hochzeit“ des zukünftigen Kronprinzenpaares Kate und William wurden viele Souvenirs produziert. Einen unerwarteten Erfolg hatte die britische Künstlerin Lydia Leith mit der „Royal Wedding Sick Bag“ (Königliche-Hochzeit-Kotztüte). Diese ist in den königlichen Farben Rot und Blau gehalten und zeigt die Aufschrift Sickbag („Spucktüte“) „Die Tüten sind eigentlich nur ein Spaß, eine Art Gegenmittel zur Hysterie um diese Hochzeit – ich bin aber auf keinen Fall ein Anti-Monarchist.“ (Lydia Leith) Es ist auch ein Wortspiel dabei: Unter einer abgebildeten Krone ist „throne (= Thron) up“ zu lesen, was ausgesprochen wie „thrown up“ klingt und auch so viel wie ‚(aus)gekotzt‘ bedeutet.